# Grallaricula flavirostris
Grallaricula flavirostris là một loài chim trong họ Grallariidae.